# Telmatobius hockingi
Telmatobius hockingi är en groddjursart som beskrevs av Salas och Ulrich Sinsch 1996. Telmatobius hockingi ingår i släktet Telmatobius och familjen Ceratophryidae. IUCN kategoriserar arten globalt som sårbar. Inga underarter finns listade i Catalogue of Life.